# La Rouaudière
La Rouaudière è un comune francese di 357 abitanti situato nel dipartimento della Mayenne nella regione dei Paesi della Loira.

## Società

### Evoluzione demografica
Abitanti censiti